# Výškov
Výškov település Csehországban, Lounyi járásban. Výškov Postoloprty, Volevčice, Havraň, Bitozeves, Břvany, Blažim, Lišnice és Polerady településekkel határos. Lakosainak száma 483 fő (2024. január 1.).

## Népesség
A település lakosságának változását az alábbi diagram mutatja:
| Lakosok száma | 560  | 703  | 849  | 646  | 448  | 506  | 492  | 515  | 477  | 483  |
|               | 1869 | 1900 | 1921 | 1961 | 1980 | 2011 | 2016 | 2019 | 2021 | 2024 |